# Busiati
Les busiati (ou busiate) sont un type de pâtes traditionnelles siciliennes, à base de farine de blé dur et d’eau.

## Description
Les busiati ont une longueur de 8 cm et une épaisseur de 1 cm.
Les busiati sont une pâte longue creuse mince et tordue. De fait, elles ressemblent à un cordon téléphonique ou à des pâtes de type tire-bouchon ou fusilli.
Originaires de la province de Trapani située en Sicile, probablement vers Buseto Palizzolo, ces pâtes sont faites en entortillant les bandelettes de pâtes sur une tige d'ampelodesmos mauritanicus, nommée buso.

## Fabrication
La fabrication des busiati nécessite trois étapes :
- premièrement, il faut mélanger la farine de blé dur avec de l'eau ;
- deuxièmement, la pâte ainsi obtenue doit être roulée et coupée en bandes d'environ 12,7 cm (ou 5 pouces de long) ;
- enfin, pour donner à la pâte à pâte une forme de busiate en spirale caractéristique, chaque bande de pâte doit être enroulée en diagonale autour d'une tige métallique, appelée ferro ou busa. Dans la région de Trapani, busa est le nom d'une aiguille à tricoter spéciale. Cette aiguille était généralement utilisée pour traiter des tissus tels que la laine et le coton[3].

## Présentation
Les busiati appartiennent à la liste des produits agroalimentaires traditionnels de Sicile. Traditionnellement, elles sont servies dans les plats siciliens classiques tel que le pesto alla trapanese.